# Principe di Beira
Principe di Beira (portoghese Príncipe da Beira) è il titolo tradizionalmente concesso al legittimo erede al trono del Portogallo. Inizialmente, invece, il titolo era appannaggio della figlia maggiore del monarca regnante del Portogallo. Legato al titolo di principe di Beira, è quello di Duca di Barcelos, come erede del Duca di Braganza e Principe del Brasile (poi Principe reale del Portogallo). Il nome del titolo ha le sue origini nella provincia di Beira nel Portogallo centrale.
L'attuale titolare del titolo di Principe di Beira è in disputa tra l'erede di Maria Pia di Sassonia Coburgo Braganza e di Duarte Pio di Braganza.

## Storia
Il titolo fu presumibilmente creato (non vi sono tracce di una sua precedente esistenza o concessione) dal re Giovanni IV del Portogallo, primo sovrano del Casato di Braganza, negli anni '40 del XVII secolo. Inizialmente fu concesso alla maggiore delle figlie sopravvissute, l'infanta Giovanna del Portogallo, che così divenne la prima principessa di Beira. Era intenzione del re che l'erede maschio apparente fosse il principe del Brasile e in seguito anche il duca di Braganza, mentre la principessa di Beira era originariamente abbastanza simile a quella della francese Madame Royale o della principessa reale britannica. Il titolo non aveva alcun legame originale con l'essere uno dei successivi eredi al trono: il re Giovanni IV ebbe un secondo figlio, e presto un terzo, ma la figlia mantenne Beira e i figli ricevettero i ducati (Braganza e Beja). Tuttavia, Joanna morì giovane nel 1653.
Successivamente, il titolo continuò ad essere concesso e riconcesso più volte durante la restante monarchia portoghese. Tuttavia, il precedente di essere concesso alla figlia maggiore del monarca in una situazione in cui aveva diversi figli in vita, si è ripetuto a volte nei secoli successivi.
Il primo legame del titolo con la posizione di erede fu dal 1669 in poi, quando fu detenuto dall'Infanta Isabel Luísa, Principessa di Beira (1669–90), l'unica figlia vivente del re Pietro II. Lo ricevette come figlia maggiore del re, ma poiché era anche la presunta erede fino al 1688, una nuova tradizione ebbe le sue basi.
Secondo la prima tradizione, il successivo detentore sarebbe l'infanta Barbara del Portogallo (1711–58), la figlia maggiore del re Giovanni V del Portogallo. Nel 1729 sposò l'infante Fernando di Spagna, principe delle Asturie.
Quindi, il 17 dicembre 1734 il titolo fu creato nuovamente dal re Giovanni V del Portogallo, in favore della sua primogenita neonata Infanta Maria Francisca. Era la figlia maggiore dell'erede apparente del monarca. Questa è stata la prima volta in cui è stato concesso due generazioni prima del monarca. Poiché il futuro Giuseppe I (l'allora principe del Brasile) sarebbe rimasto senza figli, la nuova principessa di Beira sarebbe poi diventata l'erede proclamata e infine sarebbe salita al trono.
Nel 1750 il re Giuseppe I appena asceso (credendo che non ci sarebbero stati figli maschi - in effetti, sua moglie e lui non produssero altri discendenti dopo il 1746, come è noto col senno di poi) proclamò sua figlia maggiore l'erede ufficiale e le concesse la "corona-principesca" titolo di Principessa del Brasile (ma a quanto pare non quel Duca di Braganza). Nel 1761 concesse inoltre al figlio maggiore di Maria, Infante Dom José Francisco (1761–88), il titolo di principe di Beira. Per la prima volta il titolo è stato detenuto da un maschio.
Questo ha creato una nuova tradizione. La situazione ora, in effetti, era che l'erede ufficiale del re deteneva il principato del Brasile e il principe di Beira era l'erede apparente del Brasile. La situazione era stata la stessa (sebbene involontariamente) durante il 1734-50, quando l'erede apparente del monarca era il principe del Brasile, e l'ovvio erede del Brasile era la principessa di Beira. Questo doveva essere ripetuto dopo quel periodo, poiché i monarchi concedevano Beira al secondo erede apparente quando possibile.
Il modo in cui erano tenuti i titoli di Duca di Braganza e Principe del Brasile è identico al modo in cui i titoli di Ducato di Cornovaglia e di Rothesay sono tenuti nel Regno Unito. L'erede maschio apparente lo ha ricevuto quando il relativo genitore è salito al trono o, se il titolo era vacante, alla nascita. Durante il periodo 1645-1822, il Principe del Brasile apparteneva sempre all'erede apparente al trono, che ricevette anche il titolo di Duca di Braganza; nel 1750 però, il Brasile, ma non Braganza, è stato specificamente concesso all'erede femminile, poiché è stata proclamata il successore ufficiale.
Lo stesso futuro re Giovanni VI non divenne mai principe di Beira: divenne principe del Brasile e duca di Braganza direttamente alla morte del fratello maggiore.
Secondo la prima tradizione, la successiva detentrice di Beira sarebbe stata l'Infanta Mariana Vitória del Portogallo (1768–88), la figlia maggiore di Maria I e Pedro III. Morì due mesi dopo il fratello maggiore. Nel 1785 sposò l'Infante Gabriele di Spagna (1752–88), che morì prima di alcune settimane. Ai loro tre figli sono stati concessi Infantes del Portogallo oltre a quello della Spagna dalla nonna. Dopo la morte degli altri, il figlio maggiore, Infante Pedro Carlos di Spagna e Portogallo (1786–1812) sposò sua cugina portoghese Teresa, principessa di Beira, e lasciò discendenza (vedi sotto).
La regina Maria I e il suo reggente, il futuro re Giovanni VI, concessero a loro volta la Beira agli eredi apparenti di Giovanni, e il secondo di loro, l'infante Dom Pedro Francisco sopravvisse fino a diventare nel 1816 il principe del Brasile, l'ultimo erede apparente portoghese per detenere quel titolo (poiché lui stesso in seguito rese indipendente il Brasile).
Anche il re Giovanni VI seguì la prima tradizione e Beira fu concessa alla figlia maggiore Infanta Dona Maria Teresa, prima moglie del cugino di breve durata Infante Pedro Carlos di Spagna e Portogallo e in seconda moglie del primo pretendente carlista, Infante don Carlos di Spagna. L'unico figlio di Teresa era suo figlio con Pedro Carlos, Infante don Sebastiano di Spagna e Portogallo (1811–75), da cui discendono i duchi di Marchena, Durcal, Ansola ed Hernani.
Nella seconda tradizione, quando nacque nel 1821, il figlio maggiore dell'allora principe del Brasile, João Carlos, ricevette Beira nel 1821 dopo la nascita, essendo il terzo nella linea erede apparente, ma morì l'anno successivo, alcuni mesi prima della secessione del Brasile. Il figlio successivo dell'imperatore Pedro, nato nel 1825, non ricevette alcun titolo dal Portogallo.
Secondo la prima tradizione, la successiva detentrice sarebbe stata l'Infanta Maria da Glória Joana (1819–53), la figlia maggiore del re Pedro IV. Lei, tuttavia, salì al trono nel 1826 come regina Maria II.
La seconda esigenza basata sulla tradizione sorse solo nel 1887, quando nacque l'Infante Dom Luís Filipe negli ultimi anni del regno di suo nonno Re Luís I. Luís Filipe fu principe di Beira 1887-89 e poi succedette a suo padre, il nuovo re, come principe ereditario, diventando il 21º duca di Braganza.

## Principi di Beira

### Figlie maggiori del sovrano
| Immagine | Nome           | Vita                                 | Detentrice del titolo              | Genitori                                                   |
| -------- | -------------- | ------------------------------------ | ---------------------------------- | ---------------------------------------------------------- |
|          | Giovanna       | 18 settembre 1635 - 17 novembre 1653 | 27 ottobre 1645 - 17 novembre 1653 | Giovanni IV del Portogallo Luisa di Guzmán                 |
|          | Caterina       | 25 novembre 1638 - 31 dicembre 1705  | 17 novembre 1653 - 23 aprile 1662  | Giovanni IV del Portogallo Luisa di Guzmán                 |
|          | Isabella Luisa | 6 gennaio 1669 - 22 ottobre 1690     | 6 gennaio 1669 - 22 ottobre 1690   | Pietro II del Portogallo Maria Francesca di Savoia-Nemours |
|          | Maria Barbara  | 4 dicembre 1711 - 27 agosto 1758     | 4 dicembre 1711 - 17 dicembre 1734 | Giovanni V del Portogallo Maria Anna d'Austria             |

### Figli maggiori dell'erede apparente
| Immagine | Nome               | Vira                                | Detentore del titolo                                           | Genitori                                                         |
| -------- | ------------------ | ----------------------------------- | -------------------------------------------------------------- | ---------------------------------------------------------------- |
|          | Maria Francesca    | 17 dicembre 1734 - 20 marzo 1816    | 17 dicembre 1734 - 31 luglio 1750                              | Giuseppe I del Portogallo Marianna Vittoria di Borbone-Spagna    |
|          | Giuseppe Francesco | 20 agosto 1761 - 11 settembre 1788  | 20 agosto 1761 - 24 febbraio 1777                              | Maria I del Portogallo Pietro III del Portogallo                 |
|          | Maria Teresa       | 29 aprile 1793 - 17 gennaio 1874    | 29 aprile 1793 - 21 marzo 1795                                 | Giovanni VI del Portogallo Carlotta Gioacchina di Borbone-Spagna |
|          | Francesco Antonio  | 21 marzo 1795 - 11 giugno 1801      | 21 marzo 1795 - 11 giugno 1801                                 | Giovanni VI del Portogallo Carlotta Gioacchina di Borbone-Spagna |
|          | Pietro d'Alcantara | 12 ottobre 1798 - 24 settembre 1834 | 11 giugno 1801 - 20 marzo 1816                                 | Giovanni VI del Portogallo Carlotta Gioacchina di Borbone-Spagna |
|          | Maria              | 4 aprile 1819 - 15 novembre 1853    | 4 aprile 1819 - 6 marzo 1821 4 febbraio 1822 - 12 ottobre 1822 | Pietro IV del Portogallo Maria Leopoldina d'Austria              |
|          | Michele            | 26 aprile 1820                      | 26 aprile 1820                                                 | Pietro IV del Portogallo Maria Leopoldina d'Austria              |
|          | Giovanni Carlo     | 6 marzo 1821 - 4 febbraio 1822      | 6 marzo 1821 - 4 febbraio 1822                                 | Pietro IV del Portogallo Maria Leopoldina d'Austria              |
|          | Luigi Filippo      | 21 marzo 1887 - 1 febbraio 1908     | 21 marzo 1887 - 19 ottobre 1889                                | Carlo I del Portogallo Amelia d'Orléans                          |

### Pretendenti al trono
| Immagine | Nome       | Vita                     | Detentore del titolo              | Genitori                                                   |
| -------- | ---------- | ------------------------ | --------------------------------- | ---------------------------------------------------------- |
|          | Duarte Pio | 15 maggio 1945 - attuale | 15 maggio 1945 - 24 dicembre 1976 | Duarte Nuno di Braganza Maria Francesca d'Orléans-Braganza |